# 杜欧蒙
杜欧蒙（法語：Douaumont，法語發音：[dwomɔ̃]）是法国默兹省的一个旧市镇，属于凡尔登区。其总面积6.14平方公里，2018年时的人口为4人，是默兹省第一次世界大战期间被摧毁的九个村庄之一。2019年1月1日，杜欧蒙与市镇沃德旺当卢合并为新市镇杜欧蒙-沃。

## 地理
杜欧蒙（49°13'12"N, 5°25'53"E）面积6.14 平方千米，位于法国大東部大區默兹省，该省份为法国西北部内陆省份，北与比利时接壤，西接马恩省和阿登省，南至上马恩省和孚日省，东临默尔特-摩泽尔省。
与杜欧蒙接壤的市镇（或旧市镇、城区）包括：伯宗沃、默兹河畔布拉、弗勒里德旺杜欧蒙、卢沃蒙-科特迪普瓦夫尔、奥尔讷、沃德旺当卢。
杜欧蒙的时区为UTC+01:00、UTC+02:00（夏令时）。

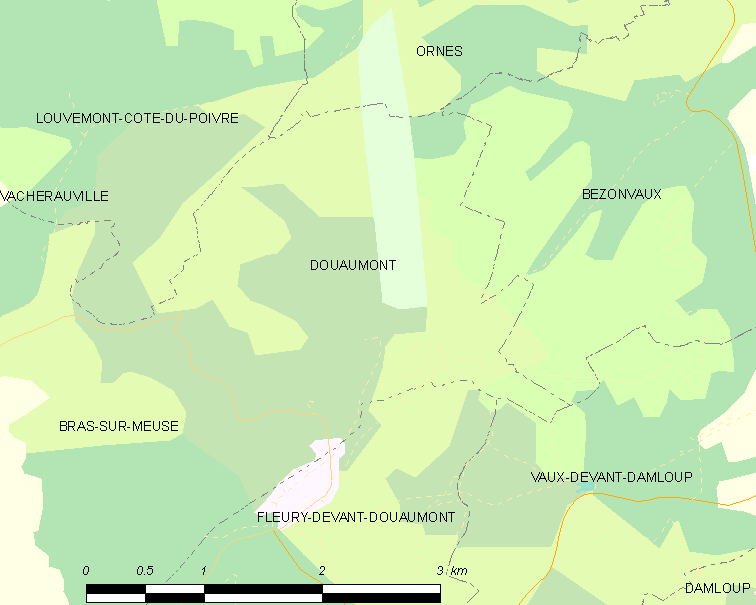
杜欧蒙的OSM定位图

## 行政
杜欧蒙的邮政编码为55100，INSEE市镇编码为55164。

## 政治
杜欧蒙所属的省级选区为默兹河畔贝尔维尔县。

## 人口

1962-2008年间杜欧蒙人口变化图示

杜欧蒙于2018年1月1日时的人口数量为4人。